# Ettore Ciciriello
Ettore Ciciriello (Brindisi, 15 novembre 1877 – Monte San Gabriele, 7 settembre 1917) è stato un militare italiano, particolarmente distintosi nel corso della prima guerra mondiale dove insignito di tre medaglie d'argento al valor militare e fu promosso capitano e poi maggiore per meriti di guerra.

## Biografia
Nacque a Brindisi il 15 novembre 1877, figlio di Salvatore e N. Prete. Frequentò le Regie Scuole Tecniche di Brindisi e poi l'Istituto Tecnico di Bari. Successivamente si trasferì con la madre e il fratello, a Napoli. Arruolato nel Regio Esercito, assegnato al corpo dei bersaglieri, nel corso della prima guerra mondiale fu decorato con tre medaglie d'argento al valor militare. La prima gli fu conferita per le sue azioni sul Monte Pecinka nel novembre 1916, quando già era capitano. La seconda medaglia d'argento al valor militare gli fu concessa per il suo comportamento sul Vertojba inferiore tra il 19 e il 21 agosto 1917. Promosso maggiore ricevette il comando del III Battaglione del 116º Reggimento fanteria della Brigata "Treviso". Il 6 settembre 1917, nel corso della cruenta undicesima battaglia dell'Isonzo, le truppe della Brigata "Treviso" scalarono le pendici del Monte San Gabriele, alto 646 metri che si trova nella odierna Slovenia occidentale, a 3 chilometri in linea d'aria dalla città di Gorizia, riuscendo a raggiungere la linea di cresta a quota 646 ma poco dopo furono obbligate a ritirarsi a un centinaio di metri al di sotto della vetta, in seguito al durissimo contrattacco delle truppe austroungarico.
Morì in combattimento sul Monte San Gabriele il giorno successivo, e venne insignito della terza medaglia d'argento al valor militare. Una via di Brindisi porta il suo nome.

### Fonti
1. 1 2 3 4 5 6 7 8  Perri, Martinese 2017, p. 99.
2. ↑   Bollettino ufficiale delle nomine, promozioni e destinazioni negli ufficiali, 1917,  p. 6466. URL consultato l'11 ottobre 2020.
3. 1 2  Fronte del Piave.